# Rie Rasmussen (skuespiller)
 Der er flere personer med dette navn, se Rie Rasmussen.
Rie Rasmussen (født 14. februar 1976) er en dansk fotomodel, skuespiller og filminstruktør.

## Liv og karriere
Rie Rasmussen er født i København, men voksede op i henholdsvis Dragstrup, Morsø Kommune og på Frederiksberg. Som 15-årig
flyttede hun med sin stedmor til USA. Mens hendes stedmor arbejdede i New York, tog hun
selv med en kæreste til Californien, hvor hun delvist ernærede sig som fotomodel.
I 2002 fik hun en rolle i Brian De Palmas film Femme fatale, hvorefter hun blev model for Gucci.
Da hun var 24 år, instruerede hun sin første kortfilm Thinning the Herd, som hun selv skrev og spillede med
i. Filmen blev valgt til at indgå i Filmfestivalen i Cannes i 2004. Samme år deltog hun i Filmfestivalen i Taormina med kortfilmen Il Vestito, som hun også selv havde skrevet og instrueret. I 2005 spillede hun med i Luc Bessons film Angel-A.
I 2006 udgav hun bogen Grafiske Historier by Lilly Dillon, som er delvist selvbiografisk og indeholder
et udvalg af hendes egne fotografier, malerier og illustrationer. Bogen indeholder desuden en kritik af 
modelbranchen.
På Filmfestivalen i Berlin i 2009 deltog Rie Rasmussen, med sin første spillefilm Human Zoo. Filmen blev efterfølgende vist på CPH:PIX.